# Contaduría General de la Nación

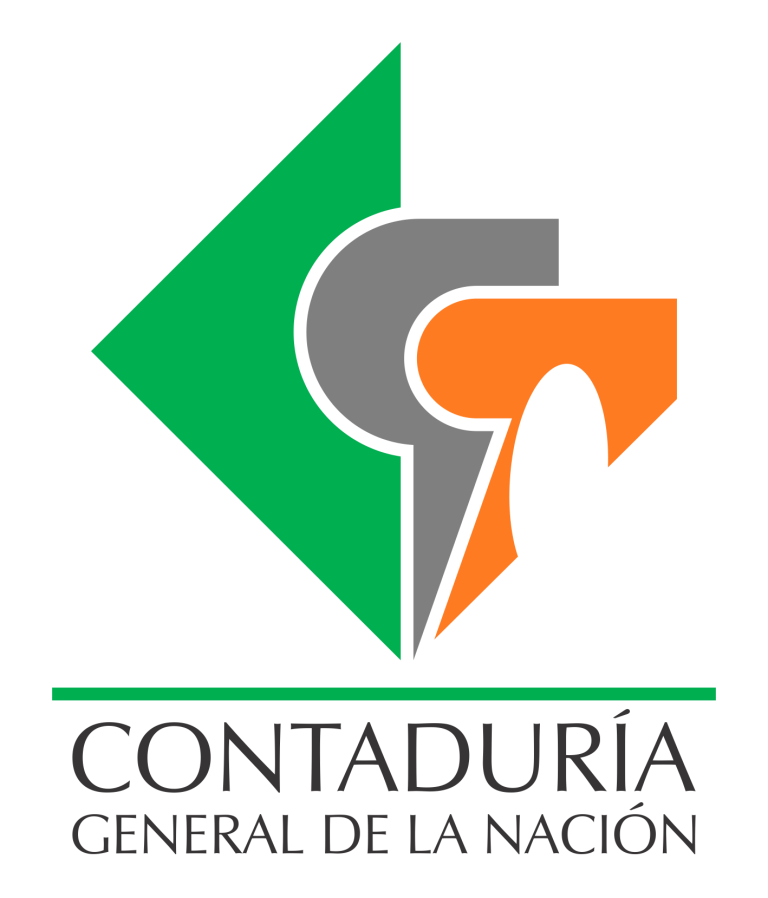
Logo der Contaduría General de la Nación

Die Contaduría General de la Nación (CGN) ist eine Einheit auf nationaler Ebene der Republik Kolumbien, die durch das Gesetz 298 von 1996 geschaffen wurde. Sie ist dem Ministerium für Finanzen und öffentliches Kreditwesen unterstellt und untersteht dem Contador General de la Nación, der über haushalterische, technische und administrative Autonomie verfügt.

## Geschichte
Die CGN wurde am 23. Juli 1996 gegründet. Ihre Ursprünge gehen jedoch auf die Empfehlungen der Kemmerer-Mission von 1923 zurück, die u. a. die Gründung der Contraloría General de la República empfahl, welche gleichzeitig die allgemeine Buchführung der Nation übernahm.

## Organisation
Die CGN besteht aus folgenden Haupteinheiten:
- Amt des Contador General
- Subkontaduría General und Forschung
- Subkontaduría Dezentralisierung der Information
- Subkontaduría Konsolidierung der Information
- Generalsekretariat
- Beratungsgremien (z. B. Interner Kontrollausschuss, Leistungs- und Personalmanagement)

Der Contador General übt die rechtliche Vertretung, Personalfunktionen, Interne Kontrollpolitik und Haushaltsangelegenheiten der CGN aus.

## Aufgaben
Die Hauptaufgaben der CGN ergeben sich aus Artikel 4 des Gesetzes 298 von 1996:
1. Festlegung der Buchhaltungsgrundsätze und ‑normen für den öffentlichen Sektor.
2. Erlass technischer Vorschriften zur Vereinheitlichung, Zentralisierung und Konsolidierung der öffentlichen Buchführung.
3. Führung der allgemeinen Buchführung der Nation inklusive Normen für Erfassung und Offenlegung.
4. Beratung zum Klassifizierungssystem für Einnahmen und Ausgaben des nationalen Haushalts.
5. Festlegung der Periodizität und Struktur öffentlicher Abschlüsse und Berichte.
6. Erstellung des konsolidierten Gesamtabschlusses der Nation, Prüfung durch die Contraloría und Vorlage im Kongress.
7. Vorgabe der Buchführungsbücher, Belege und Dokumentationsstandards für öffentliche Stellen.
8. Regeln zur Bilanzierung von Eventualverbindlichkeiten aus staatlicher Übernahme.
9. Beratung und Auslegung von Buchhaltungsstandards – die CGN ist die Autorität in buchhalterischen Fragen.

Zusätzlich gehört die Konsolidierung dezentraler Rechnungen (z. B. von Gouverneuren, Bürgermeistern) zur Gesamtbuchhaltung der Nation. Die CGN veröffentlicht zudem den Boletín de Deudores Morosos del Estado, ein Register säumiger Schuldner bei öffentlichen Stellen.

## Contadores Generales de la Nación
| Name                           | Amtszeit   |
| ------------------------------ | ---------- |
| Edgar Fernando Nieto Sánchez   | 1992–2001  |
| Francisco Salazar Martín       | 2001–2002  |
| Jairo Alberto Cano Pabón       | 2003–2009  |
| Rosa Margarita Roldán Bolívar  | 2009–2011  |
| Pedro Luis Bohorquez Ramírez   | 2011–2021  |
| Marleny María Monsalve Vásquez | 2021–2022  |
| Mauricio Gómez Villegas        | 2022–heute |